# Albert Kalthoff

Albert Kalthoff

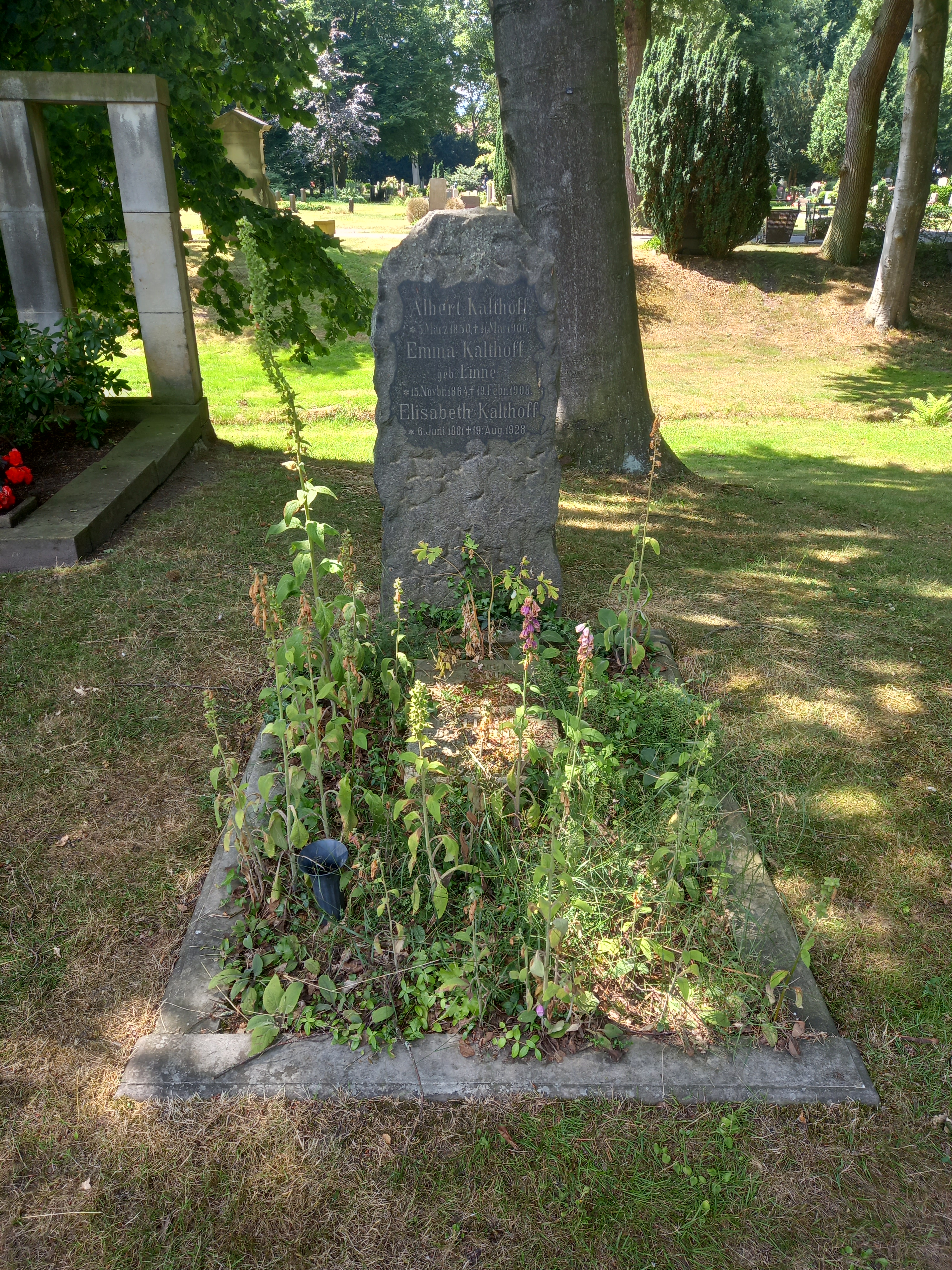
Das Grab von Albert Kalthoff und seiner Ehefrau Elisabeth geborene Linne im Familiengrab auf dem Riensberger Friedhof in Bremen

Albert Kalthoff (* 5. März 1850 in Barmen (heute Stadtteil von Wuppertal); † 11. Mai 1906 in Bremen) war ein deutscher Reformtheologe, Philosoph und Mitbegründer und der erste Vorsitzende des Deutschen Monistenbundes.

## Leben
Albert Kalthoff kam als Sohn des Färbermeisters Peter Ludwig Kalthoff und seiner Ehefrau Wilhelmine Kalthoff, geborene Wechselberg, auf die Welt und wuchs in einem dem konservativ-pietistischen Milieu zuzurechnenden Elternhaus auf. Er studierte ab 1869 in Berlin Theologie. Gleichzeitig war er als Diakon an der Kirche St. Georg tätig und betreute den Kindergottesdienst und die Armenfürsorge. Während des Deutsch-Französischen Krieges von 1870/1871 war er als Feldprediger tätig. 
1874 promovierte er mit der Dissertationsschrift Die Frage nach der metaphysischen Grundlage der Moral, mit besonderer Beziehung auf Schleiermacher untersucht an der Universität Halle, heiratete die Malerin Anna Franz (1853–1878) und wurde zum Hilfsprediger an der Berliner St. Markus-Kirche ernannt. Am 24. Januar 1875 wurde er in der Markuskirche ordiniert. Nach Auseinandersetzungen mit der Kirchenleitung der Evangelischen Landeskirche der älteren Provinzen Preußens und dem Konsistorialpräsidenten Immanuel Hegel wegen Kritik an der pietistischen Orthodoxie wurde er noch 1875 nach Nickern bei Züllichau versetzt. Dort lernte er Eugenie Schulz (1855–1884), seine zweite Frau, kennen und heiratete diese 1878. Nach erneuten Auseinandersetzungen mit dem altpreußischen Evangelischen Oberkirchenrat (EOK) wurde Kalthoff am 9. Mai 1878 suspendiert.
Nach der Suspendierung zog er nach Steglitz und betätigte sich dort als freier Journalist und Redner für den „Protestantischen Reformverein“. 1881 kandidierte er erfolglos im Rheinland für die linksliberale Deutsche Fortschrittspartei. 1884 wurde er zum Pfarrer einer reformierten Gemeinde in Rheinfelden bei Basel gewählt.
1888 folgte die Berufung zum zweiten Prediger in der bremischen Gemeinde von St. Martini, 1894 rückte er dort zum ersten Prediger auf. Zeitweilig war er auch Direktor des Geistlichen Ministeriums Bremens. 1889 heiratete er in dritter Ehe Emma Linne (1864–1908). Er begründete 1891 den „Arbeiterbildungsverein Lessing“ und verfügte über den Abgeordneten in der Bremischen Bürgerschaft Friedrich Ebert über hervorragende Kontakte zur Sozialdemokratie. Im Januar 1903 gründete er die Bremer Ortsgruppe der Deutschen Friedensgesellschaft und wurde deren Vorsitzender. 1904 lud er die erste weibliche methodistische Predigerin in den Vereinigten Staaten und Frauenrechtlerin Anna Howard Shaw ein, in der St.-Martini-Kirche zu predigen.
1906 strengten sieben Bremer Pastoren ein Verfahren zu seiner „Amtsenthebung wegen Atheismus“ an. Er übernahm im selben Jahr den Vorsitz des Deutschen Monistenbundes. Noch im gleichen Jahr verstarb er.

## Werk und Würdigung
Kalthoffs Werk bewegte sich im Rahmen von Suche nach der Einheit von theologischem Diskurs, kirchlicher Existenz und gesellschaftlicher Verantwortung, wobei er sich um die Verbindung von Theorie und Praxis bemühte. Er war ein Exponent des Bremer Radikalismus zwischen liberaler und positiver Theologie. Zeigte er zunächst eine Nähe zur Geschichtsphilosophie von Marx und negierte hierbei im Rahmen der Leben-Jesu-Forschung zunächst die Historizität Jesu Christi bei der Annahme einer Christusidee einer sozialen Bewegung der ersten Gemeinden, entwickelte sich sein Weltbild zu einer Theosophie mit einer Begeisterung für Friedrich Nietzsche.
Der Weser-Kurier schrieb 1950 über Kalthoff von einem „Mann von prophetischer Aktualität“. Der Historiker Johannes Abresch kennzeichnete ihn als „Enfant terrible im Talar“ und in Kirchenkreisen wurde er der „Zarathustra-Pastor von Bremen“ genannt. „Protesttheologen von heute wie Eugen Drewermann“, so Jürgen Kaube, „nehmen sich gegen seine Gestalt eher blass aus.“

## Veröffentlichungen
- Die Frage nach der metaphysischen Grundlage der Moral, mit besonderer Beziehung auf Schleiermacher untersucht. (Dissertation), Halle 1874.
- Verteidigungsrede des Pfarrers Dr. K…. wider die Anklage des Königlichen Konsistoriums der Provinz Brandenburg. Schwiebus 1878.
- Das Leben Jesu. Reden gehalten im protestantischen Reform-Verein zu Berlin. Berlin 1880.
- Die neueste Maßregel zur Bekämpfung des Judentums. 1880.
- Das Amt des NT.s. Antrittspredigt. Bremen 1888.
- Charles Kingsley. 1892.
- Schleiermacher Vermächtnis an unsere Zeit. Religiöse Reden. Braunschweig 1896.
- An der Wende des Jahrhunderts Kanzelreden über die sozialen Kämpfe unserer Zeit. Berlin 1898.
- Friedrich Nietzsche und die Kulturprobleme unserer Zeit. Vorträge, Berlin 1900.
- Die Philosophie der Griechen, auf kulturgeschichtlicher Grundlage dargestellt. Berlin 1901.
- Die religiösen Probleme in Goethes Faust. Berlin 1901.
- Das Christus-Problem. Grundlinien zu einer Sozialtheologie. Leipzig 1902.
- D. Thikötter und das Christusproblem. Bremen 1903.
- Religiöse Weltanschauung. Reden. Leipzig 1903.
- Die Entstehung des Christentums. Neue Beiträge zum Christusproblem. Leipzig 1904.
- Was wissen wir von Jesus? Eine Abrechnung mit W. Bousset. Berlin 1904.
- Zarathustra-Predigten. Reden über die sittliche Lebensauffassung Friedrich Nietzsches. Jena 1904.
- Die Religion der Modernen. Jena/Leipzig 1905.
- Schule und Kulturstaat. Leipzig 1905.
- Modernes Christentum. Berlin o. J. (1906).

### Postum
- Das Zeitalter der Reformation. Nachgelassene Predigten. Herausgegeben von F. Steudel, Jena 1907.
- Zukunftsideale. Nachgelassene Predigten. Mit einer Lebensskizze herausgegeben mit biografischer Einleitung von F. Steudel, Jena 1907.
- Vom inneren Leben. Nachgelassene Predigten. Herausgegeben von F. Steudel, Jena 1908.
- Vom häuslichen Leben. Herausgegeben von F. Steudel, Jena 1909.
- Volk und Kunst. Reden und Aufsätze. Herausgegeben vom Bremer Goethebund, Bremen 1910.